# Ceratophysella najtae
Ceratophysella najtae är en urinsektsart som beskrevs av Villalobos och Palacios-Vargas 1986. Ceratophysella najtae ingår i släktet Ceratophysella och familjen Hypogastruridae. Inga underarter finns listade i Catalogue of Life.